# Témoin numéro 1
Témoin numéro 1 (Aktenzeichen XY … ungelöst) est une émission de télévision française d'appels à témoins dans des affaires criminelles (de type reality show), diffusée chaque mois en Prime time sur TF1 du 1er mars 1993 au 9 décembre 1996, produite et animée par Jacques Pradel et Patrick Meney.

## Historique
En Allemagne, depuis le 20 octobre 1967, est diffusée sur la ZDF l'émission « dossier XY non résolu (de) ». Le concept fut repris dans différents pays, dont les États-Unis, le Canada, la Nouvelle-Zélande, Israël et la France avec Témoin numéro 1. Ce genre d'émission rencontre des succès d'audience : Crime Watch sur la BBC en Angleterre, Dossiers XY en Allemagne, Chi l'a visto? en Italie, Cops et America's Most Wanted aux États-Unis. En Allemagne, l'émission Aktenzeichen XY a notamment permis en 2013 d'arrêter un pédophile présumé. Il s'agit, grâce à la dénonciation, d'utiliser la télévision pour aider la police à résoudre des affaires criminelles.
En 2006, TF1 a lancé En quête de vérité avec Pascal Bataille et Laurent Fontaine, mais cette émission ne reposait pas sur le principe des appels à témoins en direct, en liaison avec la Justice.

## Concept de l'émission
L'objectif de Témoin numéro 1 était d'aider les services d'enquêtes (police et gendarmerie) à retrouver les auteurs de meurtres non élucidés, en lançant des appels à témoins en direct, sur réquisition des juges d'instruction, avec l'accord des familles des victimes et des enquêteurs. Chaque dossier traité à l'antenne (sept affaires par émission de deux heures), donnait lieu à une reconstitution des faits en images (sur les lieux du crime), aux témoignages des enquêteurs, des juges, des experts et des familles des victimes, et également à une enquête des journalistes affectés à l'émission. Après cet exposé des faits, les deux animateurs invitaient les éventuels témoins de cette affaire qui ne se seraient pas manifestés auprès des enquêteurs, pour diverses raisons, à témoigner pour faire avancer les enquêtes dans l'impasse, faute d'indices, de nouveaux faits ou de témoignages déterminants. Ces éventuels témoins appelaient le standard téléphonique de l'émission (mais ne passaient pas à l'antenne) qui prenait leurs coordonnées puis les transmettait au juge chargé de l'enquête. Le numéro de téléphone des services d'enquête était également présenté à l'antenne. Le juge chargé du dossier entendait ensuite ces témoins dans le cadre habituel de la procédure. L'émission, répondant à des « réquisitions » de juges, était soumise au strict « respect du secret de l'instruction » et de la « présomption d'innocence ». En cas de résolution de l'affaire ou de faits nouveaux, les animateurs en informaient les téléspectateurs. De plus, une rubrique « Identification » présentait chaque mois les visages de personnes victimes de meurtres mais non identifiées. Leur identification facilitait le travail des enquêteurs et permettait aux familles de retrouver leur proche disparu. D'après les producteurs, pratiquement tous les inconnus présentés dans cette rubrique étaient identifiés le soir-même. Quant à l'ensemble des affaires criminelles évoquées dans Témoin numéro 1, d'après Jacques Pradel, 25 % d'entre elles ont été résolues au cours des 34 émissions de Témoin numéro 1. Ce concept était inspiré de Crimewatch, diffusée depuis 1984 sur la BBC. Des émissions similaires sont diffusées dans la plupart des pays européens, généralement sur les Chaînes publiques (Grande-Bretagne, Allemagne, Pays-Bas, Italie, Espagne...).

## Polémiques soulevées par l'émission
Lors de sa création, cette émission fit l'objet de vives réactions de la part de médias et de magistrats, hostiles au principe des appels à témoins. Selon eux, il n'est pas dans la tradition française de « dénoncer des personnes », formule toujours récusée par les producteurs-animateurs de Témoin numéro 1. Les faits divers sont en général traités à la télévision française quand l'affaire est terminée (exemple : Faites entrer l'accusé). Les producteurs-animateurs et les magistrats ayant collaboré à Témoin numéro 1 estimaient qu'il s'agissait au contraire d'une émission « civique », permettant à la fois de résoudre des affaires judiciaires, en mettant des criminels (notamment des assassins d'enfants) hors d'état de nuire, et d'innocenter des personnes accusées à tort. Ce type de polémique n'a pas été signalé dans les autres pays européens où des émissions similaires sont diffusées.
TF1 a mis fin à l'émission à l'automne 1996, six mois après l'arrêt de Perdu de vue, également présentée par Jacques Pradel, en invoquant un « changement de ligne éditorial de la chaîne ». Témoin numéro 1 rassemblait en moyenne huit millions de téléspectateurs, selon Médiamétrie. Depuis, le ministère de la Justice a banalisé[réf. nécessaire] le principe des appels à témoins dans des affaires judiciaires, avec les messages « Alerte enlèvement » diffusés « à chaud » et en boucle sur tous les médias (radio, télévision, internet, Chaines d'informations en continu, réseaux sociaux, panneaux publics dans les gares, aéroports, sur les autoroutes...) en cas de disparitions inquiétantes d'enfants.

## Autour de l'émission
La série télévisée Columbo comporte un épisode, Attention ! le meurtre peut nuire à votre santé (Caution: Murder can be hazardous to your health en 1991), dans lequel le criminel est le présentateur d'Alerte au crime, une émission de reality show qui montre des faits divers filmés en direct et qui bat des records d'audience.
En complément de leur émission, Jacques Pradel et Patrick Meney avaient lancé un magazine papier mensuel, Tous témoins, consacré aux faits divers et à la Justice, mais qui ne survécut pas à l'émission.
De juin 2015 à juin 2016, l'émission Crimes sur NRJ12 reprend le même concept que Témoin numéro 1, un appel à témoins est lancé et des proches des victimes sont invitées sur le plateau. Les messages, témoignages reçus, sont transmis au parquet.